# Eumenes architectus
Eumenes architectus är en stekelart som beskrevs av Smith 1858. Eumenes architectus ingår i släktet krukmakargetingar, och familjen Eumenidae. Inga underarter finns listade i Catalogue of Life.